# Equivalent oxide thickness
Der englische Begriff equivalent oxide thickness (EOT, dt. »gleichwertige Oxidschichtdicke«) bezeichnet in der Halbleitertechnik eine Vergleichsgröße einer dünnen Schicht, hauptsächlich von Schichten aus neuartigen High-k-Dielektrika mit Siliciumdioxid, dem Standardgatedielektrikum bei Metall-Oxid-Halbleiter-Feldeffekttransistoren (MOSFETs).

## Hintergrund
Die elektrischen Eigenschaften eines MOSFETs wird unter anderem durch das Gatedielektrikum, das die Gateelektrode vom leitfähigen Kanal im Halbleiter trennt, bestimmt. Die physikalischen Eigenschaften (Dicke, Bandabstand, Dielektrizitätszahl) beeinflussen beispielsweise die Schwellspannung des Transistors.
Seit den Anfängen der Mikroelektronik in den 1960er Jahren wurde hauptsächlich (thermisches) Siliciumdioxid als Gatedielektrikum eingesetzt. Analog zu der stetigen Verkleinerung der Strukturen wurde auch die Dicke des Dielektrikums reduziert, so dass diese Mitte der 2000er Jahre nur noch im Bereich von 1 bis 2 Nanometer lag. Bei diesen Schichtdicken ist der Einfluss von Verlustströmen durch das Dielektrikum durch den sogenannten Tunneleffekt längst nicht mehr zu vernachlässigen. Für eine weitere Miniaturisierung der integrierten Schaltungen ist daher die Reduzierung dieser Verlustströme zwingend erforderlich. Eine einfache Erhöhung der Schichtdicke ist aber nicht akzeptabel, da sich damit die Schwellspannung der Transistoren (und somit die Betriebsspannung) erhöhen und die maximale Schaltgeschwindigkeit verringern würde.
Für die Lösung des Problems gilt die Nutzung von Materialien mit einer höheren Dielektrizitätszahl (High-k-Dielektrikum) als Siliciumdioxid ({\displaystyle \varepsilon _{\mathrm {r} }=3{,}9}).
Eine Schicht aus einem High-k-Dielektrikum mit Dielektrizitätskonstante von 39 kann zehnmal so dick wie eine Siliciumoxidschicht sein.
Der Begriff EOT wurde eingeführt, um ein einfaches Vergleichsmaß der neuen Schichten in Bezug auf Siliciumdioxid zu haben.
Dies wird umso bedeutender, wenn man beachtet, dass die Dielektrizitätszahl einer sehr dünnen Schicht nicht zwangsläufig der einer Bulkschicht entspricht, von der Herstellungsweise abhängt und sich mit der Schichtdicke ändern kann.

## Definition
| Material         | {\displaystyle \varepsilon _{\mathrm {r} }} | Bandabstand in eV | Kristallstruktur        | EOT10 nm in nm |
| ---------------- | ------------------------------------------- | ----------------- | ----------------------- | -------------- |
| thermisches SiO2 | 3,9                                         | 8,9               | amorph                  | —              |
| Si3N4            | 7                                           | 5,1               | amorph                  | 5,6            |
| Al2O3            | 9                                           | 8,7               | amorph                  | 4,3            |
| Y2O3             | 15                                          | 5,6               | kubisch                 | 2,6            |
| ZrO2             | 25                                          | 5,8               | mono., tetrag., kubisch | 1,6            |
| HfO2             | 25                                          | 5,7               | mono., tetrag., kubisch | 1,6            |
| La2O3            | 30                                          | 4,3               | hexagonal, kubisch      | 1,3            |
| Ta2O5            | 26                                          | 4,5               | orthorhombisch          | 1,5            |
| TiO2             | 80                                          | 3,5               | tetrag. (Rutil, Anatas) | 0,5            |

Die EOT einer Dielektrikaschicht gibt an, wie dick eine elektrisch vergleichbare Siliciumdioxidschicht wäre. Elektrisch vergleichbar heißt in diesem Zusammenhang, wenn sie die gleiche Kapazität-Spannungs-Charakteristik bzw. die gleiche Kapazität pro Flächeneinheit aufweist.
Kapazität pro Flächeneinheit:
{\displaystyle C_{\square }={\frac {\varepsilon _{0}\varepsilon _{\mathrm {r} }}{d_{\mathrm {ox} }}}}
Berechnung der EOT:
{\displaystyle {\begin{aligned}C_{\mathrm {\square ,SiO_{2}} }&={\frac {\varepsilon _{0}\varepsilon _{\mathrm {r,SiO_{2}} }}{d_{\mathrm {ox,SiO_{2}} }}}=C_{\mathrm {\square ,high-k} }={\frac {\varepsilon _{0}\varepsilon _{\mathrm {r,high-k} }}{d_{\mathrm {ox,high-k} }}}\\&\Leftrightarrow {\frac {\varepsilon _{\mathrm {r,SiO_{2}} }}{d_{\mathrm {ox,SiO_{2}} }}}={\frac {\varepsilon _{\mathrm {r,high-k} }}{d_{\mathrm {ox,high-k} }}}\\&\Leftrightarrow {\frac {\varepsilon _{\mathrm {r,SiO_{2}} }}{\varepsilon _{\mathrm {r,high-k} }}}\cdot d_{\mathrm {ox,high-k} }=d_{\mathrm {ox,SiO_{2}} }=\mathrm {EOT} \\\end{aligned}}}
mit
- {\displaystyle \varepsilon _{\mathrm {r,SiO_{2}} }} … der Dielektrizitätszahl von thermischem Siliciumdioxid
- {\displaystyle \varepsilon _{\mathrm {r,high-k} }} … der Dielektrizitätszahl der High-k-Schicht
- {\displaystyle d_{\mathrm {ox,high-k} }} … der Dicke der High-k-Schicht
- {\displaystyle d_{\mathrm {ox,SiO_{2}} }} … der äquivalenten Dicke einer Schicht aus thermischem Siliciumdioxid